# Xã hội học gia đình
Xã hội học gia đình là một nhánh của xã hội học chuyên biệt; xã hội học gia đình là bộ môn khoa học nghiên cứu sự sinh ra, phát triển và sự hoạt động của gia đình như là một trong những hạt nhân đầu tiên của xã hội trong các điều kiện văn hóa, kinh tế - xã hội cụ thể, cũng như nghiên cứu về cơ cấu của chức năng gia đình trong xã hội; là một bộ môn xã hội học nghiên cứu về gia đình với tư cách là một thiết chế xã hội và một nhóm nhỏ.

## Khái niệm Gia đình
Xem chi tiết: Khái niệm Gia đình
Khái niệm hôn nhân
Hôn nhân, một cách chung nhất có thể được xác định như một sự sắp xếp của mỗi một xã hội để điều chỉnh mối quan hệ sinh lý giữa đàn ông và đàn bà. Nó là một hình thức xã hội luôn luôn thay đổi trong suốt quá trình phát triển của mối quan hệ giữa họ, nhờ đó xã hội sắp xếp và cho họ sống chung với nhau, quy định quyền lợi và nghĩa vụ của họ. Như vậy, khác với gia đình hôn nhân chỉ với tư cách là một quan hệ xã hội. Hôn nhân được coi như cơ sở cho sự hình thành của gia đình.

## Lĩnh vực nghiên cứu của Xã hội học gia đình
- Nghiên cứu sự sinh ra, quá trình phát triển liên tục của gia đình trong các chế độ xã hội đã qua. Trong phạm vi này xã hội học gia đình xem xét sự ra đời của gia đình gắn liền với sự phát triển của xã hội, với sự phát triển của các mối quan hệ xã hội. Nghiên cứu các hình thức cơ bản của gia đình trong quá khứ; gia đình trong chế độ cộng đồng nguyên thủy, gia đình trong chế độ nô lệ, gia đình trong chế độ phong kiến, gia đình trong chế độ tư bản và gia đình trong các chế độ khác.
- Nghiên cứu về mối quan hệ giữa gia đình và xã hội - Đây là một nhiệm vụ quan trọng của xã hội học gia đình, vì thực tế, những vấn đề của gia đình, nhất là gia đình hiện nay đều là một phần trong những vấn đề của toàn xã hội và cơ sở cho việc giải quyết các vấn đề này của gia đình là nằm trong mối quan hệ lẫn nhau giữa gia đình và xã hội. Cụ thể ở đây là mối quan hệ và sự tác động lẫn nhau giữa gia đình với các yếu tố của cơ sở kinh tế, văn hóa, xã hội của xã hội hay mối quan hệ của gia đình với cơ cấu xã hội như với các nhóm giai cấp xã hội (gia đình công nhân, gia đình nông dân, gia đình trí thức, gia đình nông thôn,...), với các nhóm dân tộc hoặc theo cơ cấu lãnh thổ (gia đình thành thị,...).
- Nghiên cứu các mối quan hệ trong gia đình - Xã hội học gia đình, trước hết cần xét tới các điều kiện cũng như nguyên nhân và các yếu tố dẫn đến hôn nhân như là cơ sở, hạt nhân cho sự tồn tại và phát triển của gia đình. Khi nghiên cứu về cơ cấu gia đình, xã hội học gia đình xem xét không chỉ về số lượng người, thành phần và số lượng các thế hệ cùng chung sống mà còn nghiên cứu về vị trí, vai trò xã hội của họ trong mối quan hệ gia đình cũng như những điều kiện xã hội ảnh hưởng tới các mối quan hệ này. Trong gia đình tồn tại hàng loạt các mối quan hệ: quan hệ vợ - chồng, quan hệ bố mẹ với con, quan hệ bố mẹ với ông bà, quan hệ ông bà với các cháu, quan hệ giữa anh chị em với nhau,... Bên cạnh đó nếu xét từ khía cạnh các lĩnh vực hoạt động sống của gia đình có thể nói tới mối quan hệ giữa lĩnh vực kinh tế với các lĩnh vực đời sống văn hóa tinh thần, giáo dục, chăm sóc sức khỏe, sinh sản, điều kiện nhà ở, trang thiết bị, v.v... Trong lĩnh vực này, xã hội học gia đình còn nghiên cứu vấn đề mối quan hệ ly hôn như các điều kiện, nguyên nhân dẫn đến ly hôn, quá trình ly hôn và hậu quả của nó đối với con cái, các bậc cha mẹ và xã hội.
- Nghiên cứu về các chức năng của gia đình - Hai chức năng cơ bản nhất của gia đình đối với xã hội là "tái tạo ra một thế hệ mới" (bao gồm cả việc sinh đẻ và giáo dục đào tạo) và "nuôi dưỡng, chăm sóc các thành viên trong gia đình". Hai chức năng cơ bản này chi phối toàn bộ các chức năng khác của gia đình (chức năng kinh tế, giao tiếp tinh thần, tổ chức thời gian rỗi, giải trí,...). Nói chung, các chức năng của gia đình chỉ có thể thực hiện có kết quả trong những gia đình được tổ chức tốt, có bầu không khí hòa thuận tôn trọng nhau luôn hướng tới việc giáo dục thế hệ mới. Thực tế, khi các gia đình thực hiện tốt các chức năng của mình là đã đáp ứng được những yêu cầu, đòi hỏi của xã hội, và điều đó có nghĩa là gia đình có những ảnh hưởng và những tác động mạnh mẽ đến xã hội.

Điểm cần lưu ý khi nghiên cứu
1. Nếu xem xét gia đình với tư cách là nhóm xã hội nhỏ, thì cần tập trung nghiên cứu về cơ cấu bên trong của nó, cũng như tính chất, ý nghĩa của việc phân công các nghĩa vụ trong gia đình.
2. Nếu xem xét gia đình như một thiết chế xã hội thì cần hướng tới các chức năng, việc định hướng giá trị và nghĩa vụ mà gia đình phải giải quyết với tư cách là một đơn vị xã hội đặc biệt.